# Липнички Шор
Липнички Шор је насељено место града Лознице у Мачванском округу. Према попису из 2022. било је 2390 становника. Налази се на реци Дрини која представља границу између Србије и Републике Српске.
У Липничком Шору се налази око 880 домаћинстава. Површина Липничког Шора је 18 km².
У насељу се налази манастир посвећен Светој великомученици Марини, који припада Епархији шабачкој Српске православне цркве.

## Демографија
У насељу Липнички Шор живи 2089 пунолетних становника, а просечна старост становништва износи 37,5 година (36,9 код мушкараца и 38,2 код жена). У насељу има 720 домаћинстава, а просечан број чланова по домаћинству је 3,71.
Ово насеље је великим делом насељено Србима (према попису из 2002. године), а у последња три пописа, примећен је пораст у броју становника.
|  |

| Демографија | Демографија | Демографија |
| Година      | Становника  | Становника  |
| ----------- | ----------- | ----------- |
| 1948.       | 1.421       |             |
| 1953.       | 1.606       |             |
| 1961.       | 1.775       |             |
| 1971.       | 1.969       |             |
| 1981.       | 2.240       |             |
| 1991.       | 2.557       | 2.442       |
| 2002.       | 2.673       | 2.875       |
| 2011.       | 2.623       |             |
| 2022.       | 2.390       |             |

| Етнички састав према попису из 2002.‍ | Етнички састав према попису из 2002.‍ | Етнички састав према попису из 2002.‍ | Етнички састав према попису из 2002.‍ | Етнички састав према попису из 2002.‍ |
| ------------------------------------ | ------------------------------------ | ------------------------------------ | ------------------------------------ | ------------------------------------ |
|                                      |                                      |                                      |                                      |                                      |
| Срби                                 | Срби                                 |                                      | 2.649                                | 99,10%                               |
| Црногорци                            | Црногорци                            |                                      | 2                                    | 0,07%                                |
| Руси                                 | Руси                                 |                                      | 2                                    | 0,07%                                |
| Немци                                | Немци                                |                                      | 1                                    | 0,03%                                |
| Муслимани                            | Муслимани                            |                                      | 1                                    | 0,03%                                |
| Југословени                          | Југословени                          |                                      | 1                                    | 0,03%                                |
| непознато                            | непознато                            |                                      | 14                                   | 0,52%                                |

| Година пописа     | 1948. | 1953. | 1961. | 1971. | 1981. | 1991. | 2002. |
| ----------------- | ----- | ----- | ----- | ----- | ----- | ----- | ----- |
| Број домаћинстава | 235   | 270   | 340   | 445   | 556   | 645   | 720   |

| Број чланова      | 1  | 2   | 3   | 4   | 5   | 6  | 7  | 8 | 9 | 10 и више | Просек |
| ----------------- | -- | --- | --- | --- | --- | -- | -- | - | - | --------- | ------ |
| Број домаћинстава | 71 | 129 | 112 | 186 | 116 | 73 | 24 | 4 | 4 | 1         | 3,71   |

| Пол    | Укупно | Неожењен/Неудата | Ожењен/Удата | Удовац/Удовица | Разведен/Разведена | Непознато |
| ------ | ------ | ---------------- | ------------ | -------------- | ------------------ | --------- |
| Мушки  | 1.104  | 314              | 694          | 49             | 18                 | 29        |
| Женски | 1.133  | 226              | 714          | 141            | 24                 | 28        |
| УКУПНО | 2.237  | 540              | 1.408        | 190            | 42                 | 57        |

| Пол    | Укупно                    | Пољопривреда, лов и шумарство | Рибарство                            | Вађење руде и камена | Прерађивачка индустрија       |
| ------ | ------------------------- | ----------------------------- | ------------------------------------ | -------------------- | ----------------------------- |
| Мушки  | 592                       | 97                            | 1                                    | 0                    | 143                           |
| Женски | 339                       | 60                            | 0                                    | 0                    | 73                            |
| УКУПНО | 931                       | 157                           | 1                                    | 0                    | 216                           |
| Пол    | Производња и снабдевање   | Грађевинарство                | Трговина                             | Хотели и ресторани   | Саобраћај, складиштење и везе |
| Мушки  | 16                        | 71                            | 76                                   | 9                    | 40                            |
| Женски | 2                         | 2                             | 64                                   | 12                   | 4                             |
| УКУПНО | 18                        | 73                            | 140                                  | 21                   | 44                            |
| Пол    | Финансијско посредовање   | Некретнине                    | Државна управа и одбрана             | Образовање           | Здравствени и социјални рад   |
| Мушки  | 6                         | 7                             | 20                                   | 13                   | 7                             |
| Женски | 3                         | 4                             | 4                                    | 21                   | 29                            |
| УКУПНО | 9                         | 11                            | 24                                   | 34                   | 36                            |
| Пол    | Остале услужне активности | Приватна домаћинства          | Екстериторијалне организације и тела | Непознато            | Непознато                     |
| Мушки  | 20                        | 0                             | 0                                    | 66                   | 66                            |
| Женски | 10                        | 0                             | 0                                    | 51                   | 51                            |
| УКУПНО | 30                        | 0                             | 0                                    | 117                  | 117                           |

## Галерија
- ОШ „Свети Сава”
- Споменик испред Дома културе
- Дом културе